# Élections générales néo-écossaises de 1967
L'élection générale néo-écossaise de 1967 se déroule le 30 mai 1967 afin d'élire les députés de l'Assemblée législative de la Nouvelle-Écosse. Il s'agit de la 26e élection générale dans la province de Nouvelle-Écosse depuis la confédération de 1867 et la 49e depuis la création de l'Assemblée législative en 1758.

## Résultats
| Parti                               | Parti                      | Chef               | Sièges | Sièges | Sièges  | Voix    | Voix    | Voix    |
| ----------------------------------- | -------------------------- | ------------------ | ------ | ------ | ------- | ------- | ------- | ------- |
| Parti                               | Parti                      | Chef               | 1963   | Élus   | % Diff. | #       | %       | % Diff. |
|                                     | Progressiste-conservateur  | Robert Stanfield   | 39     | 40     | +2,56 % | 189 498 | 55,44 % |         |
|                                     | Libéral                    | Gerald Regan       | 4      | 6      | +50 %   | 142 945 | 41,82 % |         |
|                                     | Nouveau Parti démocratique | James H. Aitchison | -      | -      | -       | 17 873  | 5,23 %  |         |
|                                     | Indépendant                | Indépendant        | *      | -      | *       | 498     | 0,15 %  | *       |
| Total                               | Total                      | Total              | 43     | 46     | +6,98 % | 341 814 | 100 %   |         |
| Source : (en) Elections Nova Scotia |                            |                    |        |        |         |         |         |         |

Notes :
* N'a pas présenté de candidats lors de l'élection précédente.